# Field emission display

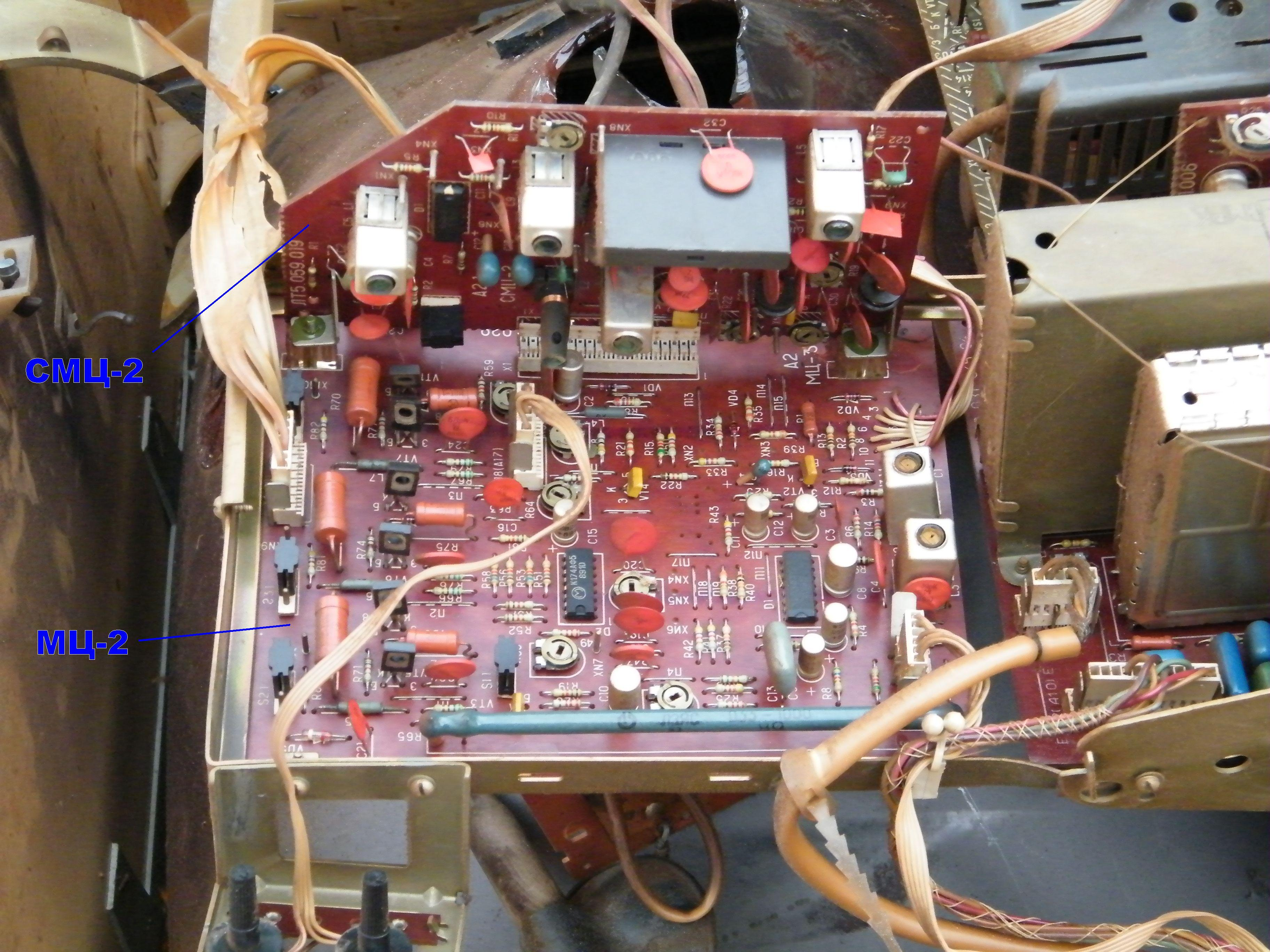
Televisores desmontados, Componentes electrónicos de televisores soviéticos, Placas de circuitos impresos, Tecnología de televisión

FED (Field Emission Display) es un tipo de pantalla plana que utiliza capas de fósforo.

## Introducción
FED aprovecha la tecnología bien establecida de cátodo-ánodo-fósforo de los CRT (Tubo de rayos catódicos) combinada con la construcción matricial celular de los LCDs. El resultado es una pantalla plana del mismo tamaño que una LCD, y con un brillo y contraste como el de los mejores CRT.
Una tecnología muy parecida es la SED, que está siendo desarrollada por Canon y Toshiba.
Sony está desarrollando FED porque es la tecnología de pantalla plana que ofrece una imagen más parecida a la de un CRT.

## Funcionamiento
Mientras el CRT utiliza un único haz de electrones para todos los pixeles, un pixel FED tiene cientos de «minihaces» de electrones, emitidos desde de un material como el molibdeno al que se aplica una diferencia de voltaje. Los rayos de electrones excitan fósforos rojos, verdes y azules.
El color se expone secuencialmente: La pantalla muestra primero todos los fósforos verdes, luego los rojos y finalmente los azules. De esta forma, la imagen puede variar mucho más rápidamente.
En algunas áreas, los FED superan a los LCD:
- Debido a que los FED producen luz sólo en los píxeles encendidos, el consumo de energía depende directamente del contenido de la pantalla, sin usar luz trasera. Esto es una mejoría sobre los LCD, donde la luz trasera está siempre encendida, sin importar el contenido de la pantalla. La luz trasera de un LCD pasa a través de la pantalla por la matriz de cristal líquido y la imagen no se transmite bien a ángulos altos. En contraste, un FED genera luz desde detrás del píxel, por lo que el ángulo de visión es excelente, hasta 160 grados.
- Si un transistor falla en un LCD, el píxel queda apagado o encendido permanentemente. Esto no ocurre en los FEDs,que utilizan cientos de emisores de electrones para cada píxel. Los fabricantes de FEDs dicen que no existe pérdida de brillo incluso si un 20 % de los emisores falla.

Estos factores, unidos a tiempos de respuesta menores que los TFT y una calidad de color, brillo y contraste semejante al CRT, hace que los FEDs sean una opción prometedora. 
El lado malo es que son difíciles de producir. Mientras el CRT tiene un único tubo de vacío, un FED VGA necesita 480 000 de ellos. Para mantener la diferencia entre el vacío y la presión externa del aire, un FED debe ser fuerte mecánicamente y muy bien sellado.
Además, tienen un alto grado de radiación. Pero esto se espera solucionar mediante un método de fabricación novedoso basado en LIFT, una técnica que permite depositar una fina película de nanotubos de carbono fabricada más eficientemente, que emite unos niveles de radiación muy satisfactorios.

## Nota
1. 1 2  George Fursey (21 de enero de 2005). Field Emission in Vacuum Microelectronics. Springer. pp. 144-. ISBN 978-0-306-47450-7. Consultado el 5 de julio de 2012.